# Fritzi Berger
Fritzi Berger (geb. 19. Februar 1894 in Wien; gest. 13. Dezember 1967 in New York City; auch Friederike Berger, Friederike Hohenberg, Friederike Berger Hohenberg, Friedericke Berger Hohenberg) war eine österreichische Gebrauchsgrafikerin und Modedesignerin.

## Leben und Werk
Friederike Berger, genannt Fritzi, war die Tochter von Pauline Berger, geborene Beran (1861 in Janowitz – 1930 in Wien) und ihrem Mann Simon (23. November 1857 in Bisenz – 22. Dezember 1950 in London). Im Jahr 1917 heiratete sie den Ingenieur und Dichter Paul Hohenberg (8. Dezember 1885 in Wien – 11. Dezember 1956 in New York City). Das Paar hatte zwei Töchter.
Der ältere Bruder Artur Berger, ein Schüler von Josef Hoffmann, wurde Film-Architekt. Der jüngere Bruder Josef, Ehemann der Künstlerin Margarete Hamerschlag, arbeitete als Architekt in Österreich, Palästina und Großbritannien. Er errichtete mit Martin Ziegler 1931 die Villa Paul und Fritzi Hohenberg, Gaßmannstraße 39, Wien 12 als Wohnhaus für das Ehepaar. Zum Bekanntenkreis der Familie gehörten u. a. Erica Tietze-Conrat oder Alban Berg, der Paul Hohenbergs Gedichte vertonte, so „Sommertage“ in Sieben frühe Lieder.
Fritzi Berger erhielt privaten Zeichenunterricht, machte eine Schneiderlehre und arbeitete für Modejournale. Ab 1912 arbeitete sie für die Wiener Werkstätte (WW). Von ihr stammen Stoffmusterentwürfe und Modepostkarten für die WW. 1913 gewann sie einen Preis beim Wettbewerb des „Jungwiener Modekomitees“.

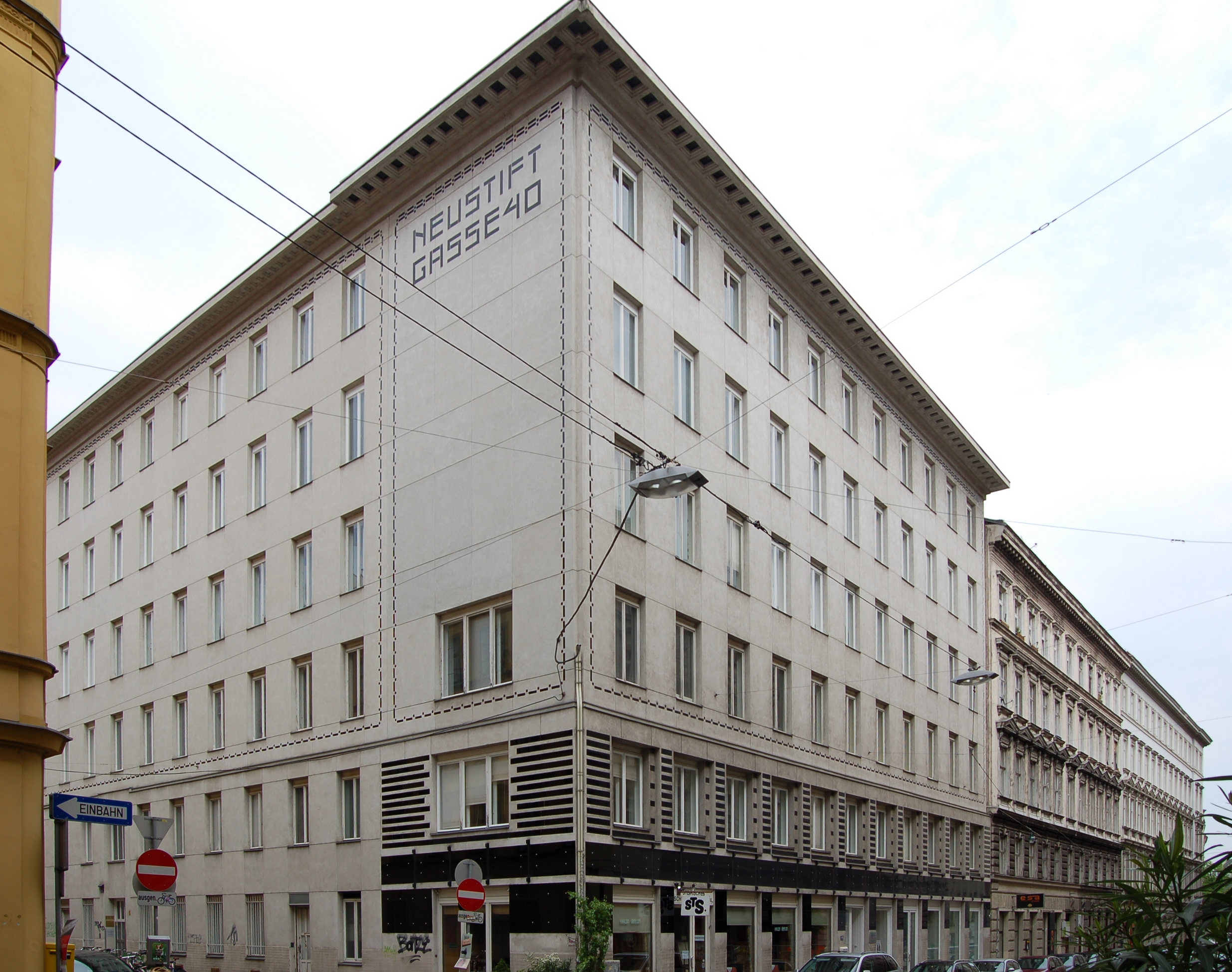
Döblergasse 2 (2011)

1916 gründete sie gemeinsam mit ihrer Schwester, der Schneiderin Hilde Berger, verheiratete Lampl (1. November 1895 in Wien – 22. Juni 1955 in London), den Modesalon „Schwestern Berger“. Dieser befand sich in dem Otto-Wagner-Bau in der Döblergasse 2 in Wien-Neubau und erfreute sich bald des Rufes als „eines der elegantesten, geschmackvollsten und modernsten Wiener Ateliers“. Eine als Veranstaltung zugunsten der Kriegsfürsorge Prag gezeigte Modeschau, wurde wegen des Erfolges zwei Tage später wiederholt. Das Atelier schuf neben Modemodellen auch Bühnenkostüme, etwa für Ida Roland.
1920 übersiedelte der Salon auf den (damaligen) Dr. Karl Luegerplatz 3.
Für die bei der Pariser Kunstgewerbeausstellung 1925 gezeigten Arbeiten wurde das Atelier mit einer Silbermedaille ausgezeichnet.
1927 wurde der Firmenname auf Friederike Hohenberg & Hilda Lampl vormals Schwestern Berger geändert, als Arbeitgeberinnen zeigten sie eine soziale Einstellung.
Wegen ihrer jüdischen Herkunft musste sie 1939 nach dem „Anschluss Österreichs“ mit ihrem Mann und ihren Töchtern über Frankreich nach England und danach in die USA emigrieren, obwohl sie bereits 1933 aus der IKG Wien ausgetreten war.

## Sonstiges
In der Sammlung des MAK – Österreichisches Museum für angewandte Kunst/Gegenwartskunst Wien befindet sich eine von Vally Wieselthier gestaltete Einladungskarte für ein Kostümfest der Schwestern Berger am 27. Jänner 1926.

## Werke (Auswahl)
Grafische Arbeiten
- 1908: Schachtelblatt, „BREMEN. RATHAUS“[24]
- 1912: Künstlerpostkarte der Wiener Werkstätte Nr. 764, Modemotiv[25][26]
- 1912: Künstlerpostkarte der Wiener Werkstätte Nr. 787, Modemotiv[25][27]
- 1912: Künstlerpostkarte der Wiener Werkstätte Nr. 788, Modemotiv[25][28]
- 1913: Künstlerpostkarte der Wiener Werkstätte Nr. 789, Modemotiv[29][25][30]

Arbeiten als Textil- und Modegestalterin
- 1917: Bühnenkostüme für Ida Roland[16]
- 1917: Sommerkleider[31]
- 1920 bis 1921: Stoffmuster, Titel: Kultur (Originaltitel)[32]
- 1924: Nachmittagskleider: Kleid aus schwarzer, glänzender Seide und Kleid aus kornblauem Crêpe marocain[33]
- 1927: Nachmittagskleider: Kleid aus pfauenblauem Crêpe-satin und Kleid aus beigefarbenem Crêpe-de-Chine:[34]

Modelle des Modesalons (1920)[35]
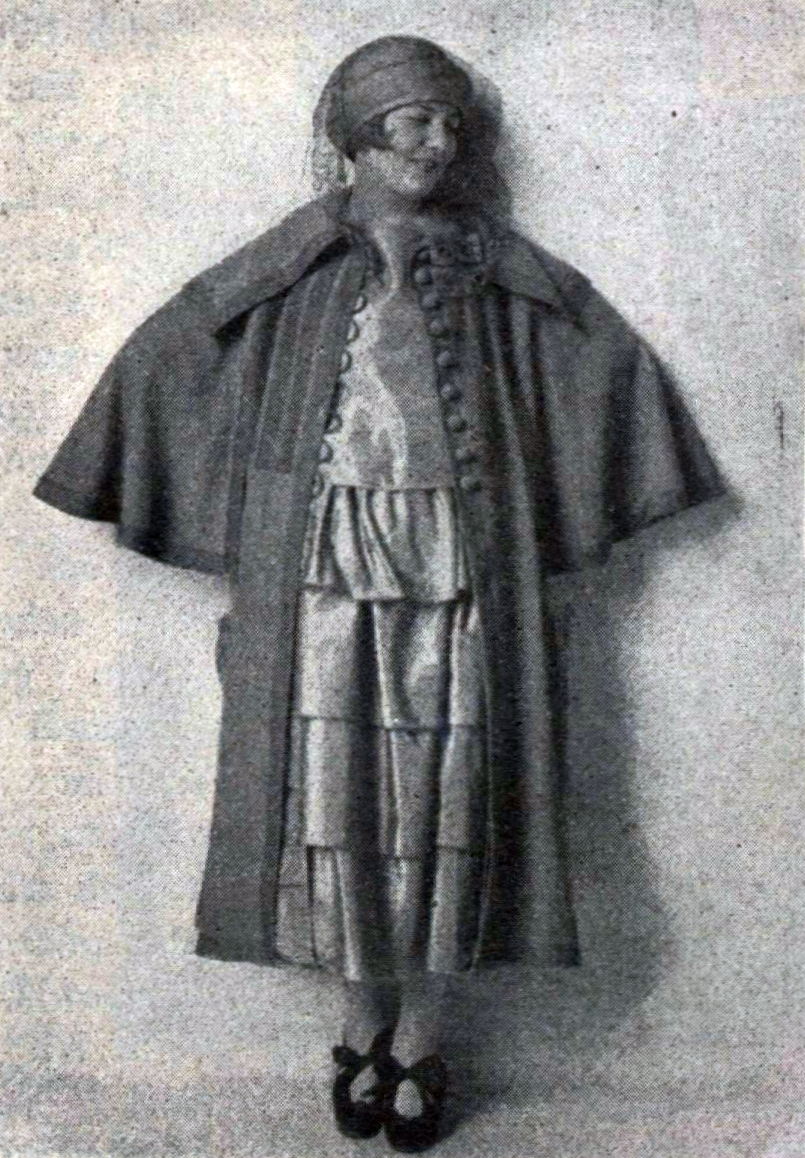
Frühlingsmantel aus Covercoat (1921). Foto: Grete Kolliner
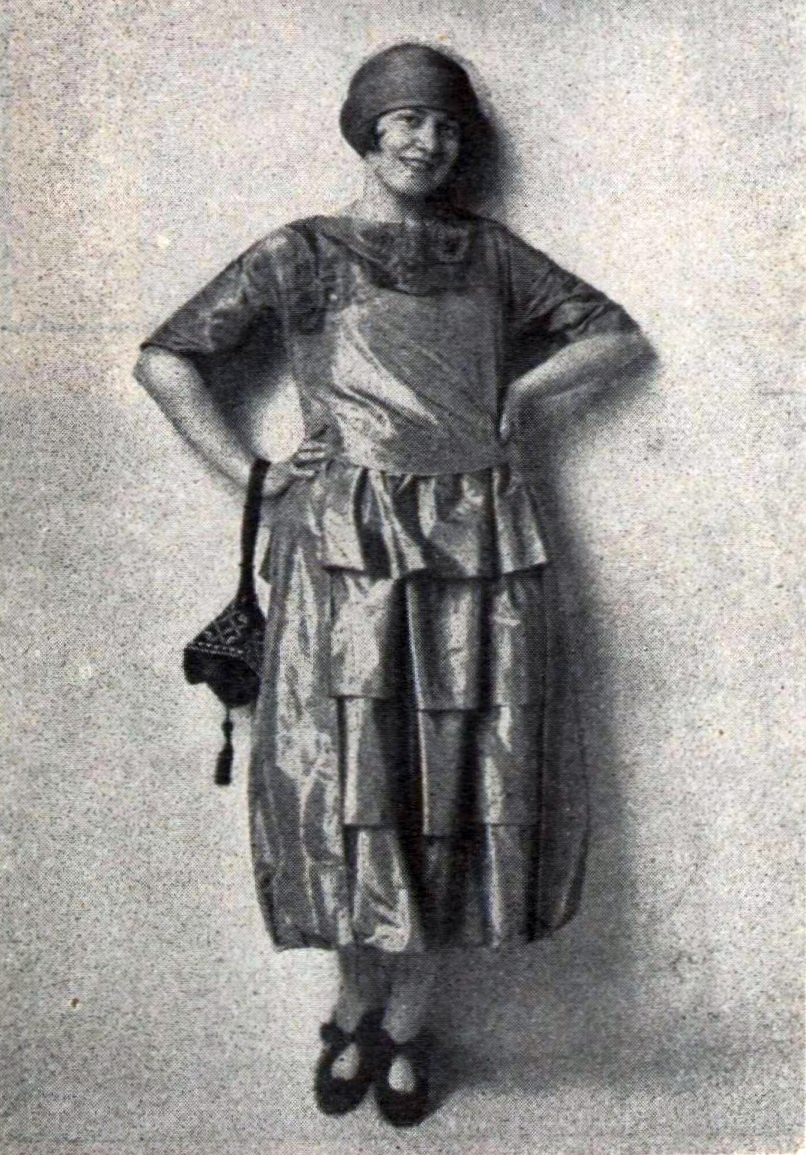
Nachmittagskleid aus Taft (1921). Foto: Grete Kolliner